# صاریغ گوش‌سفید گویان
 صاریغ گوش‌سفید گویان (نام علمی: Didelphis imperfecta) نام یک گونه از سرده دوزهدان‌ها است.